# Armando Iannucci
Armando Giovanni Iannucci, né le 28 novembre 1963 à Springburn, un quartier de Glasgow, est un acteur, scénariste, réalisateur, chanteur et producteur de télévision britannique.
Il a été décrit par The Daily Telegraph comme le « héros de la satire politique », notamment en référence à la série The Thick of It et au film In the Loop, qui satirisent les méthodes du gouvernement britannique de Tony Blair et Gordon Brown.

## Filmographie

### Télévision
- 1994 : Knowing Me, Knowing You... with Alan Partridge (coscénariste, cocréateur)
- 1995 : The Saturday Night Armistice (scénariste, producteur)
- 2001 : The Armando Iannucci Shows (scénariste, chanteur, réalisateur)
- 2002 : I'm Alan Partridge (coscénariste, producteur, réalisateur)
- 1998 : Clinton: His Struggle with Dirt (scénariste, réalisateur)
- 2003 : Gash (scénariste)
- 2006 : Have I Got News For You (invité)
- 2004 : 2004: The Stupid Version (coscénariste, réalisateur)
- 1994 - 2004 : The Day Today
- 2006 : Time Trumpet (scénariste, réalisateur)
- 2008 : Lab Rats (producteur exécutif)
- 2009 : Stewart Lee's Comedy Vehicle (producteur exécutif)
- 2009 : Channel 4's 2010 Alternative Election (invité)
- 2005 - 2012 : The Thick of It (créateur, scénariste, réalisateur)
- 2012 - 2019 : Veep (créateur, scénariste, réalisateur)
- 2020 - 2022 : Avenue 5 (créateur, scénariste)

### Cinéma
- 1999 : Tube Tales
- 2009 : In the Loop (réalisateur, scénariste)
- 2017 : La Mort de Staline (The Death of Stalin)
- 2019 : The Personal History of David Copperfield

## Distinctions
- 2009 : Festival international des jeunes réalisateurs de Saint-Jean-de-Luz : Chistera du meilleur film et du meilleur réalisateur pour In the Loop
- 2009 : British Independent Film Awards : meilleur scénario pour In the Loop
- 2009 : Chlotrudis Awards : meilleur scénario pour In the Loop
- 2009 : New York Film Critics Circle Awards : meilleur scénario pour In the Loop
- 2010 : Evening Standard British Film Awards : meilleur scénario pour In the Loop
- 2010 : London Critics Circle Film Awards : scénariste de l'année pour In the Loop
- Emmy Awards 2015 : Meilleur scénario pour l'épisode Election Night de Veep